# Нижні Ірзеї
Ни́жні Ірзе́ї (рос. Нижние Ирзеи, чув. Анатри Ирçе) — присілок у Чувашії Російської Федерації, у складі Ювановського сільського поселення Ядринського району.
Населення — 103 особи (2010; 111 в 2002, 131 в 1979, 141 в 1939, 121 в 1926, 106 в 1897, 78 в 1858).

## Історія
Засновано 19 століття як околоток села Юваново. До 1866 року селяни мали статус державних, займались землеробством, тваринництвом. 1932 року створено колгосп «Сталін». До 22 липня 1920 року присілок перебував у складі Малокарачкінської волості Козьмодемьянського, до 5 жовтня 1920 року — Чебоксарського, а з до 1927 року — Ядринського повітів. Після переходу 1927 року на райони — спочатку у складі Татаркасинського, з 1939 року — Сундирського, а з 1962 року — Ядринського районів.